# Centrale thermique de Harllee
La centrale thermique de Harllee est une centrale thermique dans l'État de la Géorgie aux États-Unis.